# Mads Christensen (ciclista)
Mads Christensen (Aalborg, 6 aprile 1984) è un ex ciclista su strada e pistard danese.

## Palmarès

### Strada
- 2000 (Juniores, una vittoria)

Campionati danesi, Prova a cronometro Junior
- 2002 (Juniores, una vittoria)

4ª tappa Grand Prix Rüebliland (Villmergen > Villmergen)
- 2003 (Juniores, una vittoria)

Campionati danesi, Prova in linea Under-23
- 2004 (Team PH, due vittorie)

1ª tappa Ringerike Grand Prix (Hønefoss > Hønefoss)
Campionati danesi, Prova a cronometro Under-23
- 2008

2ª tappa U6 Cycle Tour (Ekedalen > Ekedalen)
6ª tappa U6 Cycle Tour (Tidaholm, cronometro)
Classifica generale U6 Cycle Tour
- 2009 (Team Designa Køkken, due vittorie)

1ª tappa 3 dage i Vest (Oksbøl, cronometro)
- 2010 (Glud & Marstrand-LRØ Rådgivning, una vittoria)

2ª tappa Flèche du Sud (Heiderscheid > Esch-sur-Alzette)
- 2013 (Team Saxo-Tinkoff, una vittoria)

2 dage ved Aarhus (Aarhus)

#### Altri successi
- 2004 (Team PH)

Nordsjælland Grand Prix
- 2010 (Glud & Marstrand-LRØ Rådgivning)

Criterium Vejle
Criterium Middelfart
Criterium Næstved
- 2012 (Team Saxo Bank)

Classifica scalatori Vuelta al País Vasco

### Pista
- 2000

Campionati danesi, Inseguimento individuale Junior
Campionati danesi, Chilometro Junior
Campionati danesi, Inseguimento a squadre Junior (con Michael Berling, Kristian Busk Jensen e Dan Hjernø)
- 2001

Campionati danesi, Inseguimento individuale Junior
Campionati danesi, Inseguimento a squadre Junior (con Jakob Dyrgaard, Mikkel Kristensen e Alex Rasmussen)
Campionati danesi, Inseguimento individuale
Campionati danesi, Inseguimento a squadre (con Alex Rasmussen, Dennis Rasmussen e Morten Voss Christiansen)
Campionati danesi, Americana (con Jimmi Madsen)

## Piazzamenti

### Grandi Giri
- Giro d'Italia

2005: 142º
2012: ritirato (12ª tappa)
2013: 126º
- Vuelta a España

2011: 160º

### Classiche monumento
- Liegi-Bastogne-Liegi

2011: ritirato
2012: 62º
2013: 102º

### Competizioni mondiali
- Campionati del mondo

Lisbona 2001 - Cronometro Junior: 39º
Lisbona 2001 - In linea Junior: 103º
Zolder 2002 - In linea Junior: 131º
Hamilton 2003 - In linea Under-23: 50º
Verona 2004 - Cronometro Under-23: 16º
Verona 2004 - In linea Under-23: 3º
Toscana 2013 - Cronosquadre: 9º